# Itaewon
Itaewon (en hangeul : 이태원 ; hanja : 梨泰院, API : /i.tʰɛ.wʌn/) est une zone entourant Itaewon-dong dans le quartier Yongsan-gu à Séoul en Corée du Sud. Il est desservi par la ligne 6 du métro de Séoul grâce aux stations Itaewon, Noksapyeong et Hanganjin. Environ 22 000 personnes résident dans le quartier et c'est un quartier populaire pour les résidents de Séoul, les touristes, les expatriés et le personnel militaire américain.

## Étymologie
Le mot Itaewon dérive du nom d'une auberge gérée par le gouvernement de la dynastie Joseon. De nos jours, la région est connue sous le nom d'Itaewon en raison de ses poiriers abondants, le caractère chinois 梨 signifiant « poire ». Selon d'anciens documents, la zone a également été écrite à l'aide d'autres transcriptions du hanja, telles que 李泰院 et 異胎院.

## Attractions locales
Itaewon est connue pour servir une cuisine peu répandue en Corée, comme la cuisine indienne, pakistanaise, turque, d'Asie du Sud-Est, britannique, allemande, italienne, française, portugaise, espagnole et mexicaine. Essentiellement, la zone est connue sous le nom de « Western Town », rappelant de nombreux quartiers chinois dans les pays occidentaux.
Itaewon, avec des quartiers et des attractions comme Hongdae, Insadong et la N Seoul Tower, est l'un des endroits les plus populaires de Séoul pour les touristes. Les principaux hôtels tels que le Grand Hyatt Seoul et le célèbre hôtel Hamilton s'y trouvent, ainsi que plusieurs petits hôtels et maisons d'hôtes. Des dizaines de boutiques s'adressent aux touristes et proposent des souvenirs coréens, des produits en cuir de haute qualité, au détail ou sur mesure. 
Itaewon a été pendant longtemps connu comme une plaque tournante pour les produits de contrefaçon de haute qualité, mais ces produits ont largement disparu. Certaines marchandises authentiques qui sont uniquement produites en Corée pour le marché international, ainsi que certaines importations authentiques sont également disponibles. Itaewon est connue pour ses fabricants de vêtements qui produisent des chemises et des costumes sur mesure. 
Outre les entreprises locales, il existe une riche communauté de propriétaires d'entreprises internationales, y compris un propriétaire de pâtisserie des États-Unis (Tartine), d'authentiques hamburgers américains, un bar à vin, une épicerie fine autrichienne (avec une gamme de fromages et de viandes), un vétérinaire pour animaux de compagnie, chiropraticien de l'Oregon, médecins et infirmières, pharmaciens et propriétaires d'épiceries.
Le quartier d'Itaewon est aussi connu pour abriter un certain nombre de magasins vendant toute sorte de produits orientaux et occidentaux. 

Attractions d'Itaewon
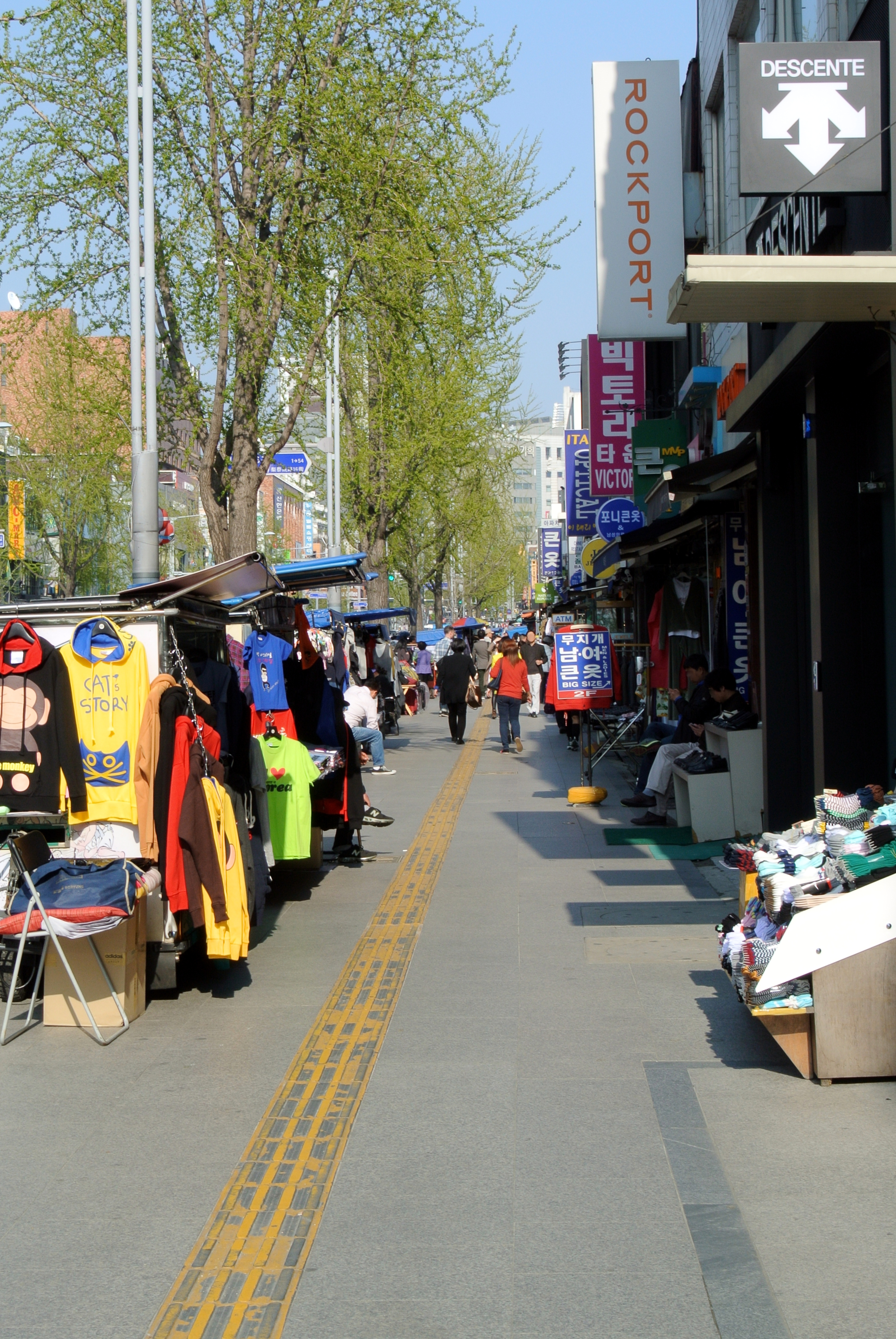
Une rue d'Itaewon
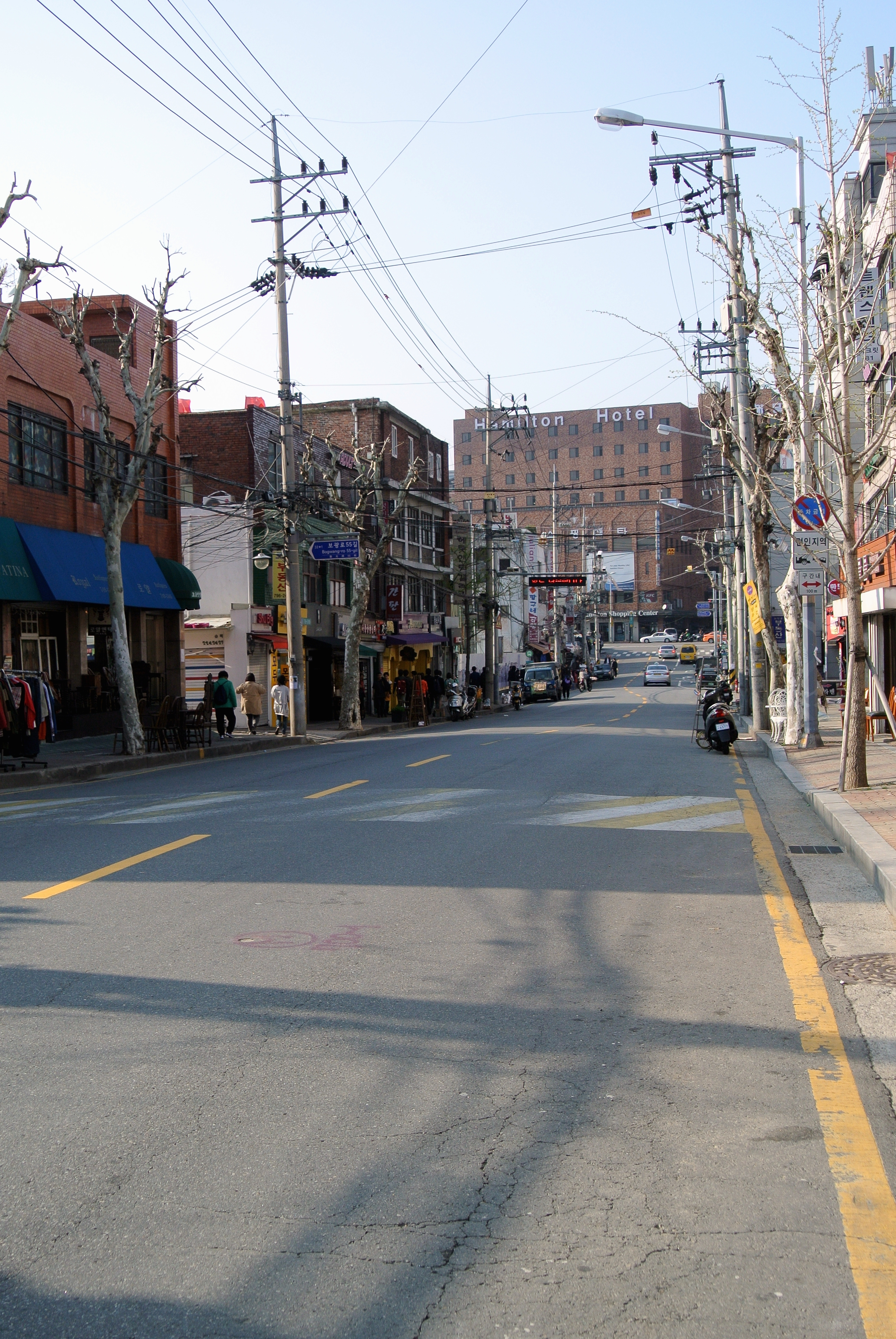
Bogwang street et Hamilton Hotel à Itaewon

De nombreux étrangers en Corée résident à l'intérieur ou à proximité d'Itaewon, ainsi que certains des hommes d'affaires coréens les plus riches, dont Lee Kun-hee,ancien président du groupe Samsung. 

### Gyeongnidan-gil

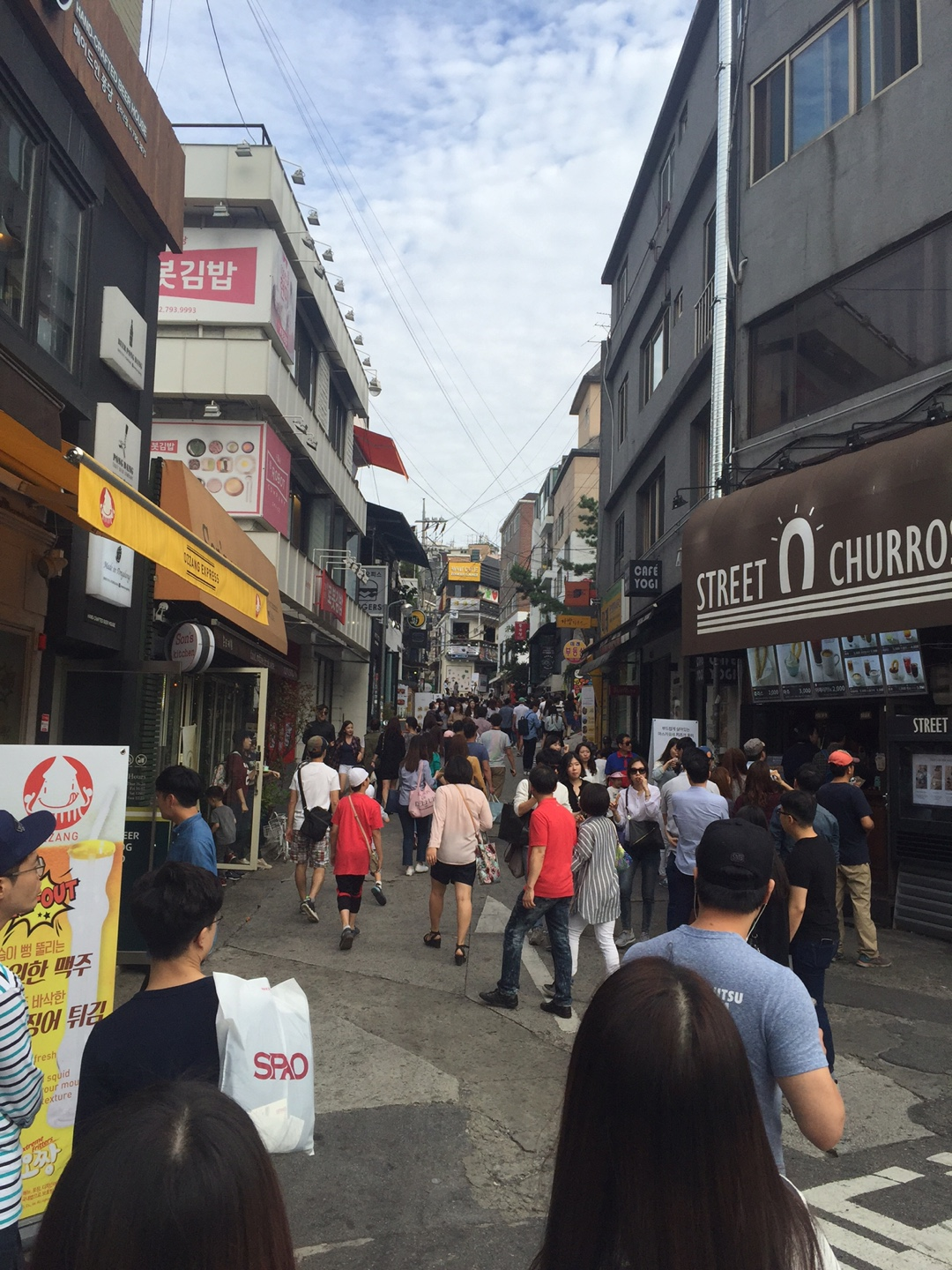
Itaewon Gyeongnidan-gil

À Itaewon se trouve la rue multinationale Gyeongnidan. On trouve de nombreux restaurants exotiques le long de la rue.

## Fêtes
Plusieurs fêtes sont organisées à Itaewon dont :
- Itaewon Global Village.
- la fête d'Halloween.

## Dans la culture populaire
L'auteur-compositeur-interprète coréen Park Jin-young et le duo hip hop UV de Yoo Se-yoon ont sorti la chanson Itaewon Freedom en avril 2011. Le titre fait allusion (et les paroles célèbrent) une perception coréenne commune de l'étranger et de l'atmosphère ouverte d'Itaewon, en contraste avec la culture coréenne conventionnelle, qui est plus conservatrice. La popularité de la chanson et de son clip a inspiré une chanson et une vidéo de parodie du groupe de filles Crayon Pop en 2013. Les deux vidéos ont été partiellement tournées sur place à Itaewon. La série sud-coréenne Itaewon Class se passe dans le quartier de Itaewon.

## Revitalisation après les attentats du11 septembre 2001
Itaewon est le quartier commercial le plus proche de la garnison de Yongsan des forces américaines en Corée (USFK). Avant 2001, Itaewon était surtout connue pour ses bars sordides et les salons de prostitution qui accueillaient les soldats et militaires étrangers basés à Yongsan. Après le 11 septembre 2001, toutes les bases militaires ont été fermées et déplacées et des couvre-feux stricts ont été imposés. En conséquence, de nombreux bars ont fermé leurs portes. Des cafés, des bars branchés et des restaurants de cuisine ont ouvert leurs portes, transformant Itaewon en un quartier populaire pour les jeunes Coréens et les résidents étrangers. Il accueille désormais un festival annuel Itaewon Global Village, renforçant sa réputation de Gangnam exotique et multiculturel 
.

## Faits divers
- Le 29 octobre 2022, lors de la célébration d'Halloween à Itaewon, une bousculade fait 156 morts[9] et 151 blessés (principalement des jeunes femmes).

## Transport
- Itaewon (ligne 6)